# 深宅1927
《深宅1927》是由海顿指导并与李宗翰等人出演的一部2014年电视剧，该剧主要讲述的是民国期间，发生在茶商人家陈家的故事。

## 剧情简介
陈家二少爷靠着自身的努力。成为了家族产业的继承人，而这自然是遭到了陈家大少爷和其他人的嫉妒，于是二少爷为了保护家业而展开一系列的争斗。

## 演员表
- 李宗翰
- 刘雪华
- 海顿
- 颜丹晨
- 邓燕歌
- 杜源
- 于小磊
- 李思思
- 杜旭东
- 计春华

## 职员表
- 出品人:于艳、黄志超、原向阳
- 导演:海顿
- 剪辑:何大可
- 美术设计:郑会平

## 其他
- 李宗翰出演该剧的原因是和该作的导演的交情。
- 该作是李宗翰和刘雪华继电视剧《春去春又来》之后的再次合作。

## 相關連結
- 豆瓣电影上《深宅1927》的資料 （简体中文）